# Nyang'hwale (Distrikt)
Nyang'hwale ist ein Distrikt in der Region Geita in Tansania. mit dem Verwaltungszentrum in der Kleinstadt Nyang'hwale. Der Distrikt grenzt im Norden und im Osten an die Region Mwanza und hat im Nordosten einen Zugang zum Victoriasee. Im Süden grenzt er an die Region Shinyanga, im Westen an den Distrikt Geita und im Nordwesten an den Distrikt Geita (TC).

## Geographie
Der Distrikt hat eine Fläche von 1450 Quadratkilometer und  225.803 Einwohner (Volkszählung 2022). Das Land liegt auf der Hochfläche südlich des Victoriasees, auf einer Seehöhe von rund 1200 Meter, nur wenig höher als der See. Eine Hügelkette, die Höhen bis 1444 Meter erreicht, durchzieht den Distrikt von Nordost nach Südwest.
Das Klima in Nyang'hwale ist tropisch, Aw nach der effektiven Klimaklassifikation. Jährlich regnet es 600 bis 1000 Millimeter, in den Monaten November bis April über 100 Millimeter im Monat. In der ersten Zeit fallen kurze Schauer, später dann schwerere Regenfälle. Die Monate Juni, Juli und August sind sehr trocken. Die Durchschnittstemperatur liegt bei 22,6 Grad Celsius.

## Geschichte
Im Jahr 2013 wurde der Distrikt Geita geteilt, aus dem östlichen Teil entstand der neue Distrikt Nyang'hwale.

## Verwaltungsgliederung
Der Distrikt wird in 15 Bezirke (Wards) untergliedert:
- Bukwimba
- Busolwa
- Izunya
- Kaboha
- Kafita
- Kakora
- Kharumwa
- Mwingiro
- Nundu
- Nyabulanda
- Nyugwa
- Nyamtukuza
- Nyang'hwale
- Nyijundu
- Shabaka

## Bevölkerung
| Die wichtigsten ethnischen Gruppen in Nyang'hwale sind die Sukuma, Zinza, Kara und die Longo. Im Jahr 2012 sprachen 53 Prozent der über Fünfjährigen Swahili, fünf Prozent Englisch und Swahili, 41 Prozent waren Analphabeten. - Bildung: Für die Ausbildung der Jugendlichen stehen 62 Grundschulen und zehn weiterführende Schulen zur Verfügung. - Gesundheit: Im Jahr 2015 gab es im Distrikt zwei Gesundheitszentren und dreizehn Apotheken. - Wasser: Siebzehn Prozent der ländlichen Bevölkerung hatten Zugang zu sicherem und sauberem Wasser innerhalb von 400 Meter. | Hier fehlt eine Grafik, die leider im Moment aus technischen Gründen nicht angezeigt werden kann. Wir arbeiten daran! |

| - Landwirtschaft: Die größten Anbauflächen haben Mais mit 18.000 Hektar und Süßkartoffel mit 12.000 Hektar (Stand 2012). Zur Verbesserung des Einkommens werden Reis und Baumwolle angebaut. Auf dem Land haben alle Haushalte auch Nutztiere, vor allem Hühner und Rinder (Stand 2012). - Handel: 2014 gab es 1500 Händler im Distrikt. - Bergbau: In den Gemeinden Mwingiro, Nundu und Nyugwa wird Gold abgebaut. Der Abbau erfolgt in kleinen Minen, wo Kinderarbeit von Acht- bis Sechzehnjährigen ein ernstes Problem ist (Stand 2015). - Straßen: Durch den Distrikt führen keine Nationalstraßen. Von den Distrikt und Zubringerstraßen waren im Jahr 2015 nur 17 Prozent das ganze Jahr befahrbar. | Hier fehlt eine Grafik, die leider im Moment aus technischen Gründen nicht angezeigt werden kann. Wir arbeiten daran! |